# Shi Zhi
Shi Zhi (石祇) (? -351.) bio je kratkotrajni i posljednji car kineske/Jie države Kasniji Zhao.  Otac mu je bio car Shi Hu. O Shi Zhijevom životu prije očeve smrti 349. nema skoro nikakvih podataka, osim titule Princ od Xinxinga (新興王). U godini dana su se na prijestolju izmijenila trojica Shi Zhijeve braće - od kojih su dvojica (Shi Shi i Shi Zun) bili svrgnuti, a treći, Shi Jian, postao marioneta/zatvorenik generala Shi Mina oko koga su se počeli okupljati Han (etnički Kinezi) podanici države. Godine 350. je Shi Zhi zbog toga podigao ustanak protiv svog brata, a nakon čega je Shi Min ubio Shi Jiana te, promijenivši ime u Ran Min, proglasio novu državu Ran Wei. Sukob između Shi Zhija i Ran Mina je uskoro prerastao u Wei-Jie rat, odnosno pretvorio se u genocid naroda Jie, kome je pripadala Shi Zhijeva obitelj. Godine 351. je na Ran Minovu stranu stala i novoformirana Xianbei država Raniji Yan, i u takvim okolnostima je Shi Zhi izdan od strane svog generala Liu Xiana, koji ga je mučki ubio i Ran Minu poslao njegovu glavu. Tako je nestala država Kasniji Zhao.